# Volksbank Nottuln
Die Volksbank Nottuln eG ist eine deutsche Genossenschaftsbank mit Sitz in der nordrhein-westfälischen Gemeinde Nottuln im Kreis Coesfeld.

## Geschichte
Die heutige Volksbank Nottuln eG wurde 1883 als Spar- und Darlehnskasse in Nottuln gegründet. Im Jahr 1997 erfolgte die Fusion mit der Volksbank Appelhülsen eG (ehemals Spar- und Darlehnskasse eGmbH Appelhülsen) mit dem Sitz in Appelhülsen und im Jahr 2007 nahm die Volksbank Nottuln eG die Volksbank Buldern eG (ehemals Spar- und Darlehnskasse eGmbH Buldern) mit dem Sitz in Buldern im Wege der Verschmelzung auf. Letztmals wurde im Jahr 2017 mit der Volksbank Lette-Darup-Rorup eG mit dem Sitz in Lette fusioniert.
Die ehemalige Volksbank Lette-Darup-Rorup eG entstand im Jahr 2004 durch die Fusion der Volksbank Lette eG (ehemals Spar- und Darlehnskasse eGmbH Lette) mit dem Sitz in Lette mit der Volksbank Darup-Rorup eG (ehemals Spar- und Darlehnskasse Darup-Rorup eGmbH) mit dem Sitz in Darup. Weitere Details siehe hier.

## Rechtsverhältnisse
Die Volksbank Nottuln eG ist im Genossenschaftsregister beim Amtsgericht Coesfeld unter GnR 119 eingetragen.

## Organisationsstruktur
Rechtsgrundlagen sind das Genossenschaftsgesetz und die durch die Vertreterversammlung beschlossene Satzung. Organe der Bank sind der Vorstand, der Aufsichtsrat und die Vertreterversammlung.

## Sicherungseinrichtung
Die Volksbank Nottuln eG ist der amtlich anerkannten Sicherungseinrichtung des Bundesverbandes der Deutschen Volksbanken und Raiffeisenbanken GmbH und der zusätzlichen freiwilligen Sicherungseinrichtung des Bundesverbandes der Deutschen Volksbanken und Raiffeisenbanken e.V. angeschlossen.

## Geschäftsausrichtung
Die Volksbank Nottuln eG betreibt das Universalbankgeschäft. Im Verbundgeschäft arbeitet sie mit der DZ Bank, R+V Versicherung, Bausparkasse Schwäbisch Hall, Teambank, VR Smart Finanz, DZ Hyp und der Union Investment zusammen.

## Geschäftsgebiet
Das Geschäftsgebiet liegt im Zentrum des Kreises Coesfeld. Neben der Hauptstelle in Nottuln bestehen fünf Niederlassungen in Dülmen-Buldern, Dülmen-Rorup, Nottuln-Appelhülsen, Nottuln-Darup und Coesfeld-Lette, die in das Genossenschaftsregister eingetragen sind. 
An diesen Orten betreibt die Bank Filialen:
- Nottuln (Hauptstelle, jur. Sitz)
- Dülmen-Buldern (Geschäftsstelle)
- Dülmen-Rorup (Geschäftsstelle)
- Nottuln-Appelhülsen (Geschäftsstelle)
- Nottuln-Darup (Geschäftsstelle)
- Coesfeld-Lette (Geschäftsstelle)

## Bürgerstiftung Nottuln
Im Jahre 2009 gehörte die Volksbank Nottuln eG zu den Gründungsstiftern der "Bürgerstiftung Nottuln". Förderbereiche sind außerschulische Bildung, Kultur, Kinder- und Jugendarbeit, Integration von Menschen mit Behinderungen, Natur- und Umweltschutz, Heimat- und Denkmalpflege, internationale Verständigung und Entwicklungshilfe.